# Дубино Віктор Прокопович
Віктор Прокопович Дубино (рос. Виктор Прокофьевич Дубино; нар. 24 січня 1946, Смоленськ, РРФСР) — радянський футболіст та український тренер російського походження, виступав на позиції воротаря, головний тренер аматорського колективу «Кристал» (Чортків).

## Кар'єра гравця
Вихованець смоленського СКА, перший тренер — В. Бєлоконь. У 1965 році розпочав футбольну кар'єру в складі резервної команди вінницького «Локомотива». Наступного року перейшов до «Шахтаря» (Донецьк), але й тут виступав виключно за резервний склад. Влітку 1966 року відправився до єнакієвського «Шахтаря». Потім захишав кольори «Мотору» (Владимир). Влітку 1969 року перейшов до мукачівських «Карпат». Влітку 1970 року став гравцем ужгородської «Верховини», в складі якої завершв кар'єру гравця 1972 року. Після тривалої перерви, в 1991 році знову вийшов на футбольне поле, зігравши 1 матч у складі черкаського «Дніпра».

## Кар'єра тренера
По завершенні кар'єри гравця розпочав тренерську діяльність. У 1991 році працював на посаді технічного директора черкаського «Дніпра». У 1993 році до серпня місяця очолював білоцерківську «Рось». На початку 1994 року призначений на посаду головного тренера чернігівської «Десни», якою керував до серпня 1994 року. 17 квітя 2018 року очолив аматорський колектив «Кристал» (Чортків).

## Досягнення
«Говерла» (Ужгород)
- Чемпіонат УРСР
  -  Срібний призер (1): 1972

### Відзнаки
- Майстер спорту СРСР